# Лэндон, Маргарет
Ма́ргарет Лэ́ндон (англ. Margaret Landon) (7 сентября 1903 — 4 декабря 1993) — американская писательница и миссионер.

## Биография
Маргарет Лэндон (в девичестве Маргарет Доротея Мортенсон) родилась в городе Сомерс в штате Висконсин в семье методистов. Вместе с семьёй она переехала в город Эванстон, штат Иллинойс, где она в 1921 году закончила Эванстонскую городскую высшую школу. Затем она поступила в колледж в городе Уитон и закончила его в 1925 году.
Один год она преподавала в школе, затем вышла замуж за Кеннета Лэндона. В 1927 году они отправились с пресвитерианской миссией в Таиланд. За 10 лет пребывания в Таиланде в семье родилось трое детей. Во время пребывания в Таиланде Маргарет Лэндон изучала страну, и там она узнала об Анне Леонуэнс, служившей в XIX веке гувернанткой в сиамской королевской семье Монгкута (Рамы IV). Лэндон, белая женщина, живущая в изоляции в Сиаме, сразу же увлеклась захватывающими, экзотическими мемуарами Леонуэнс.
В 1937 году семья вернулась в США. Маргарет начала собирать материалы об Анне Леонуэнс, а также писать статьи.
В 1942 году Кеннет Лэндон поступил на работу в Госдепартамент США в качестве эксперта по Юго-Восточной Азии, и семья переехала в Вашингтон.
В 1944 году был опубликован роман Маргарет Лэндон «Анна и король Сиама», который быстро стал бестселлером. Он был выпущен суммарным тиражом около миллиона экземпляров и издан на 20 языках. В 1946 году был выпущен одноимённый фильм, а в 1951 году по мотивам романа на Бродвее поставили мюзикл «Король и я», который потом также был экранизирован.
В 1949 году вышел второй роман Лэндон, «Мечта никогда не умирает» (англ. Never Dies the Dream).
Кеннет Лэндон за время работы в Госдепартаменте выпустил книгу «Юго-Восточная Азия, перекресток религий», впоследствии переиздававшуюся в 1969 и 1974 годах. Кроме этого, он издал книги «Китайцы в Таиланде» и «Сиам переходного периода».
Маргарет Лэндон была замужем 67 лет. У неё было 4 ребёнка, 13 внуков и 25 правнуков. Она умерла в городе Алегзандрия. Похоронена на кладбище города Уитон.

## Фильмография
- 1946: «Anna and the King of Siam». В ролях Айрин Данн и Рекс Харрисон
- 1956: «Король и я». В ролях Дебора Керр и Юл Бриннер
- 1972: «Anna and the King», телесериал. В ролях Саманта Эггар и Юл Бриннер
- 1999: «Король и я», мультфильм. Озвучивали Миранда Ричардсон и Мартин Виднович
- 1999: «Анна и король». В ролях Джоди Фостер и Чоу Юньфат